# Bossam
Il bossam (보쌈?, 褓-?, possamMR) è un piatto della cucina coreana a base di carne di maiale (solitamente capocollo) bollita e tagliata a fette sottili.

## Preparazione
Il bossam può essere preparato anche con il manzo, ma è solitamente di maiale. Il taglio più usato è il capocollo, meno grasso della pancia. La carne viene legata con dello spago da cucina per conservarne la forma e bollita in un brodo di anice stellato, zenzero, scalogno (sia la parte bianca che la radice), aglio, doenjang (pasta di soia), polvere di caffè, foglie di tè e altro per ridurne il sapore selvatico. Da cotta viene sciacquata con acqua fredda, slegata e premuta leggermente su un telo di cotone cosicché mantenga la forma. Una volta fredda viene ridotta in fette sottili spesse 0,3 centimetri.

## Consumo

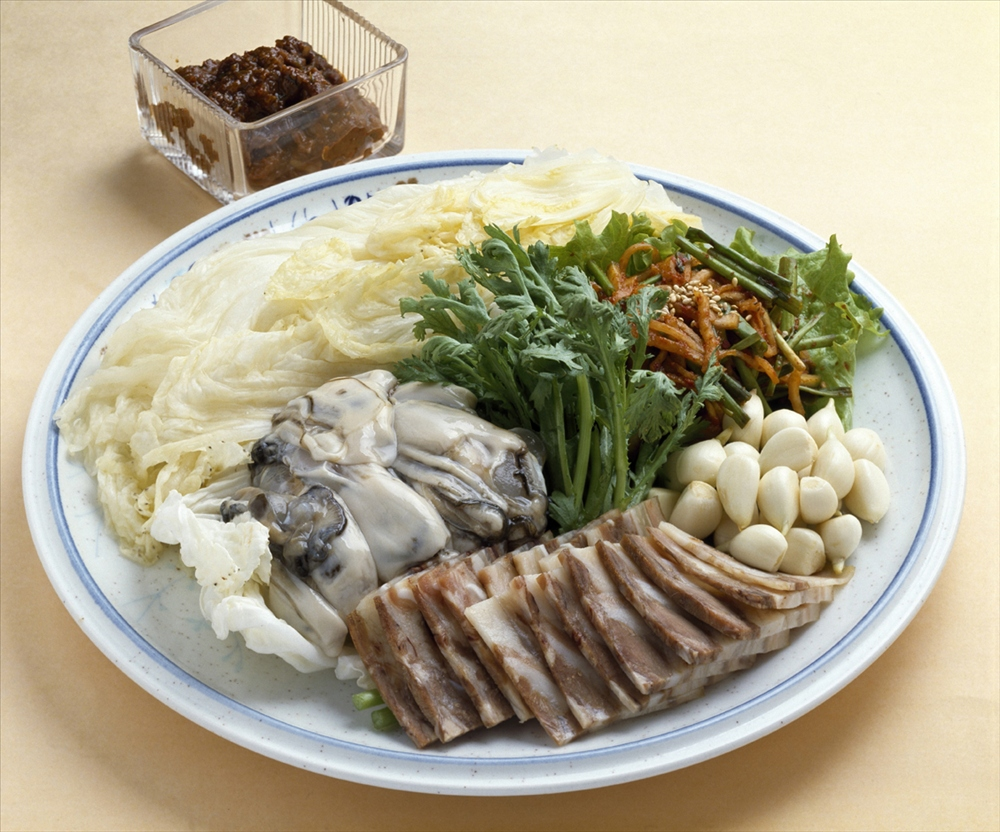
Gul bossam.

Il bossam è un piatto popolare in Corea del Sud, dove è principalmente servito come anju, cioè in accompagnamento agli alcolici. La carne viene servita con diversi contorni, tra cui insalata piccante di ravanelli coreani, aglio crudo affettato, ssamjang (salsa per involtini), saeu-jeot (gamberetti salati), kimchi e verdure da ssam (involtini) come lattuga, perilla e foglie interne di cavolo di Pechino.
Se accompagnato da ostriche crude fresche, il piatto prende il nome di gul bossam (굴보쌈?; lett. "Bossam e ostriche").

## Storia
Il bossam è tradizionalmente legato al gimjang, il processo di preparazione di grandi quantità di kimchi in vista dell'inverno. Siccome era un compito faticoso, per assicurarsi che i lavoratori s'impegnassero i nobili yangban inviavano loro un maiale da mangiare una volta che avessero finito insieme al kimchi appena fatto, il quale, essendo ancora nella prima fase della fermentazione, era un accompagnamento fresco e croccante al morbido maiale bossam.